# Merul
Merul – imię męskie pochodzenia łacińskiego, pochodzące od nazwiska rzymskiego. Patronem tego imienia jest św. Merul (VI wiek).
Merul imieniny obchodzi 17 stycznia.